# Aethriamanta rezia
Aethriamanta rezia is een libellensoort uit de familie van de korenbouten (Libellulidae), onderorde echte libellen (Anisoptera).
De soort staat op de Rode Lijst van de IUCN als niet bedreigd, beoordelingsjaar 2006.
De wetenschappelijke naam Aethriamanta rezia is voor het eerst geldig gepubliceerd in 1889 door Kirby.